# Hippolyta Maria Sforza

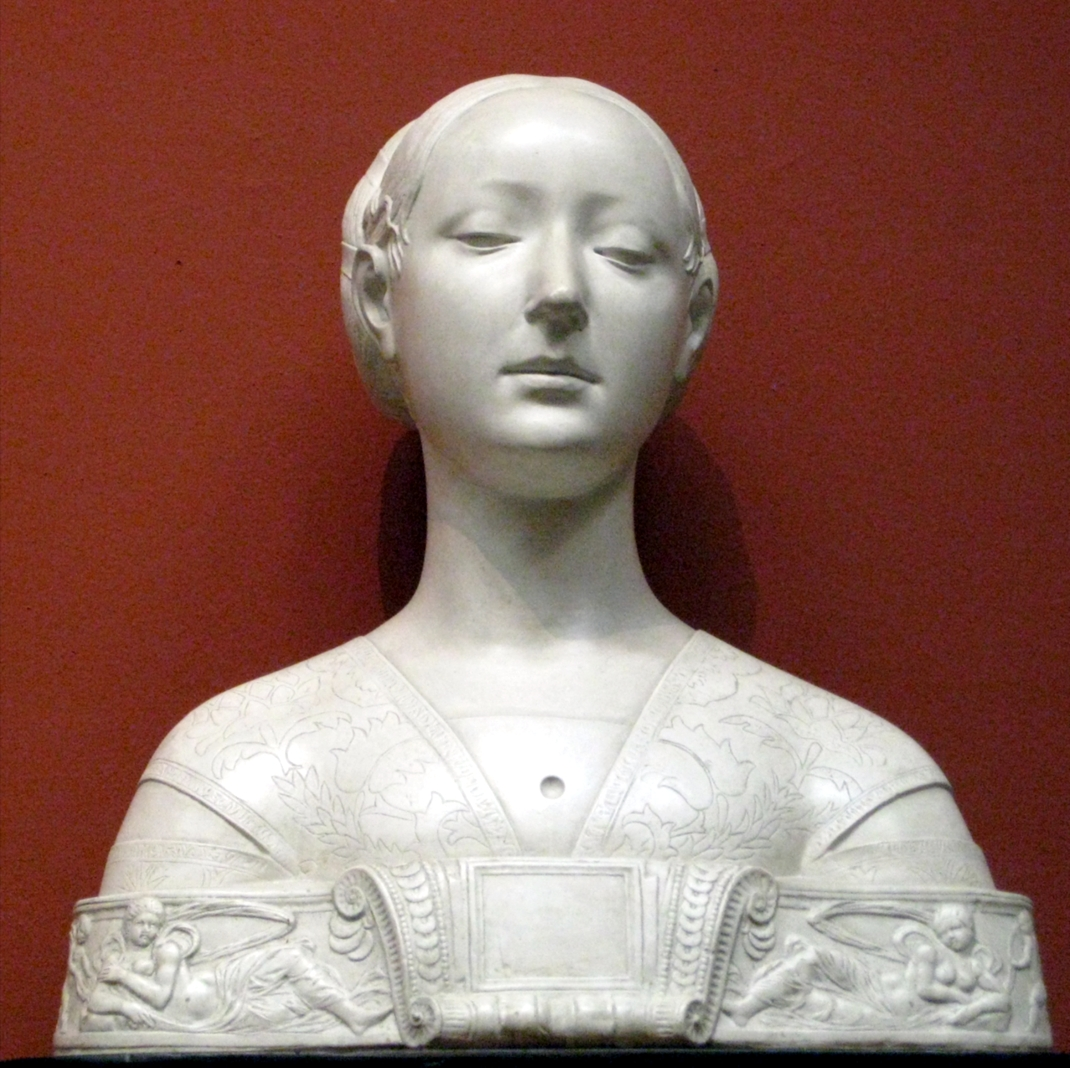
Büste einer Prinzessin des Hauses Neapel von Francesco Laurana, identifiziert als Hippolyta Maria Sforza

Hippolyta Maria Sforza, italienisch Ippolita (* 18. April 1445 oder 1446 in Cremona; † 20. August 1488 in Neapel) war eine italienische Adlige, ein Mitglied der im Herzogtum Mailand zwischen 1450 und 1535 regierenden Sforza-Familie. Sie war die erste Frau des Herzogs von Kalabrien, dem nachmaligen König Alfons II. von Neapel.

## Leben
Hippolyta wurde in Cremona als älteste Tochter von Francesco I. Sforza, Herzog von Mailand, und Bianca Maria Visconti geboren. Sie hatte sechs Brüder und eine jüngere Schwester.
Ihre Großeltern väterlicherseits waren Muzio Attendolo Sforza und Lucia di Torsano, und ihre Großeltern mütterlicherseits waren Filippo Maria Visconti, Herzog von Mailand, und Agnese del Maino, Tochter von Ambrogio del Maino, einem Mailänder Adligen und herzoglichen Questore.
Hippolyta wird als sehr intelligent und kultiviert überliefert. Sie wurde von den Humanisten Guiniforte Barzizza und Baldo Martorelli sowie von dem neuplatonischen griechischen Gelehrten und Grammatiker Konstantinos Laskaris unterrichtet, der ihr Philosophie und Griechisch beibrachte. Zusammen mit ihren Brüdern wurde sie dabei in einer Palastschule unterrichtet. Als sie 14 Jahre alt war, hielt sie auf dem Landtag von Mantua eine lateinische Rede an Papst Pius II., die als Manuskript in Umlauf gebracht wurde.
Am 10. Oktober 1465 wurde die neunzehnjährige Hippolyta in Mailand mit Alfons, dem Herzog von Kalabrien, dem ältesten Sohn von König Ferdinand I. von Neapel und Isabella von Clermont, Herzogin von Kalabrien, verheiratet. Zur königlichen Gemahlin ist sie aber nicht gekrönt worden, da sie zehn Jahre vor Alfons’ Besteigung des neapolitanischen Throns starb. Die Ehe von Alfons und Hippolyta war politisch vorteilhaft, da sie eine mächtige Allianz zwischen dem Königreich Neapel und dem Herzogtum Mailand schuf. Die Ehe soll nur anfänglich harmonisch gewesen sein; de facto führte sie das Leben einer Geisel für die fragile politische Verbindung der beiden Reiche, wobei sie aber großes diplomatisches Geschick bewiesen haben soll.
Das Paar hatte drei Kinder:
- König Ferdinand II. von Neapel (1469–1496),[9] verheiratet mit Johanna von Neapel (1478–1518)
- Isabella von Aragón, Herzogin von Mailand, Herzogin von Bari sowie Fürstin von Rossano (1470–1524), verheiratet mit Gian Galeazzo Sforza, Herzog von Mailand[13]
- Piero von Rossano, Fürst von Rossano (1472–1491),[14] Generalleutnant von Apulien

Sie verfasste eine umfangreiche Korrespondenz. Die Briefe wurden 2004 in einem Sammelband mit dem Titel The Letters of Ippolita Maria Sforza von Serena Castaldo herausgegeben. 2017 wurden 100 Briefe von Diana Robin und Lynn Lara Westwater mit einer englischen Übersetzung herausgegeben. Bereits 1893 hatte Ferdinando Gabotto in Bologna eine Sammlung von etwa 40 Briefen veröffentlicht, die sie von 1475 bis 1482 in Neapel geschrieben hatte. Neben der brieflichen Tätigkeit sind weitere Schriften, Gedichte und eine lateinische Eulogie für ihren Vater Francesco bekannt. Sie soll Sammlerin einer wertvollen Bibliothek in Castel Capuano gewesen sein. Masuccio Salernitano widmete ihr seine Novellen-Sammlung Novellino.
Hippolyta Maria Sforza starb im August 1488 in Neapel im Alter von 43 Jahren.

## Nachleben
Ippolita Sforza wird in der Netflix-Serie Die Medici von Gaia Weiss verkörpert.